# Agudus superbus
Agudus superbus är en insektsart som beskrevs av Rauno E. Linnavuori 1959. Agudus superbus ingår i släktet Agudus och familjen dvärgstritar. Inga underarter finns listade i Catalogue of Life.